# Pterioida
Los pterioides (Pterioida) son un orden de moluscos bivalvos de la subclase Pteriomorphia.

## Taxonomía
Incluye cinco familias:
- Isognomonidae
- Malleidae
- Pinnidae
- Pteriidae
- Pulvinidae

- Datos: Q136045
- Multimedia: Pterioida / Q136045
- Especies: Pterioidea